# Towarzystwo Gimnastyczne „Sokół” w Sanoku
Towarzystwo Gimnastyczne „Sokół” w Sanoku – gniazdo Polskiego Towarzystwa Gimnastycznego „Sokół” utworzone 28 czerwca 1889 w Sanoku.

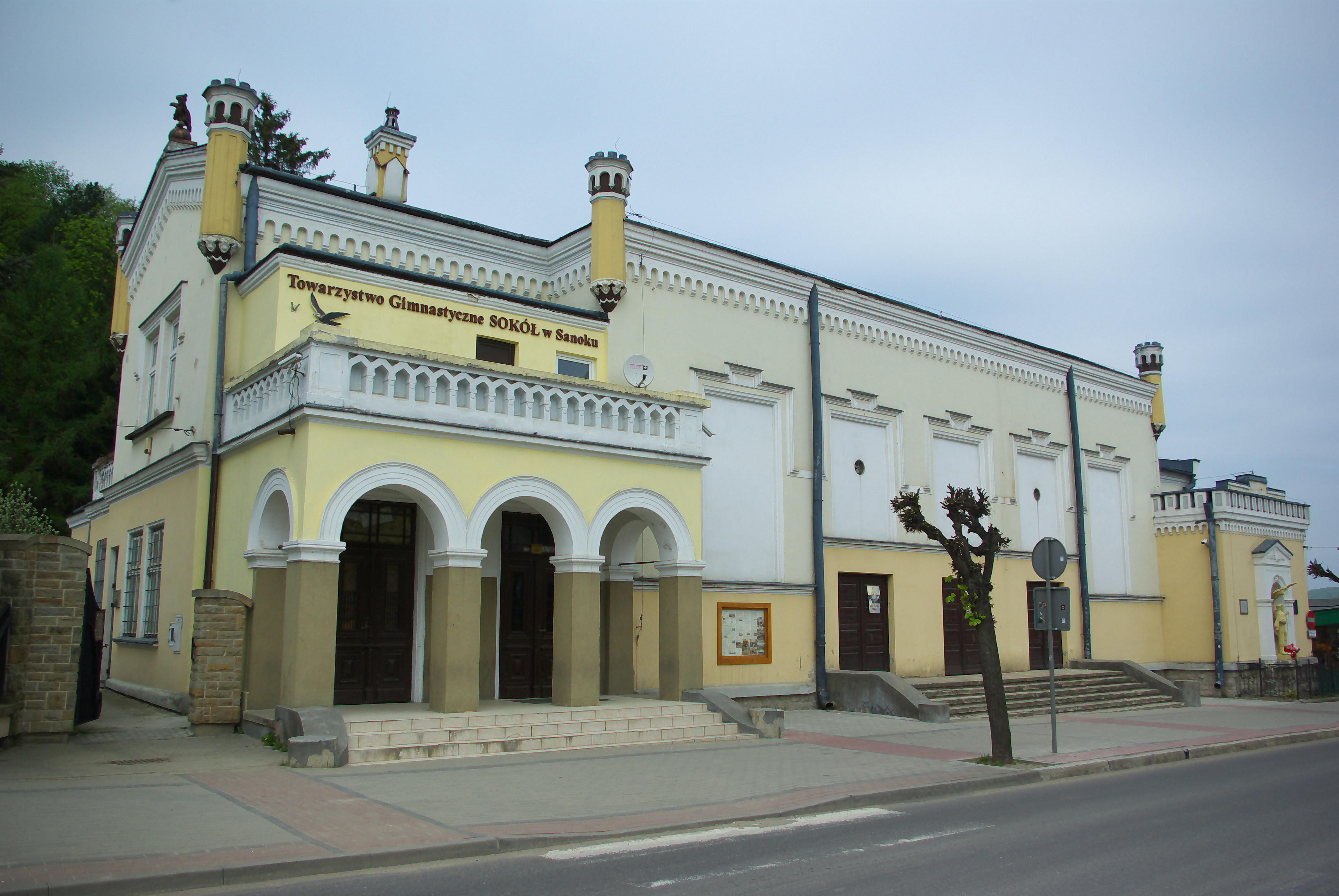
Siedziba TG „Sokół” w Sanoku

Siedzibą towarzystwa jest gmach przy ulicy Adama Mickiewicza 13.

## Historia

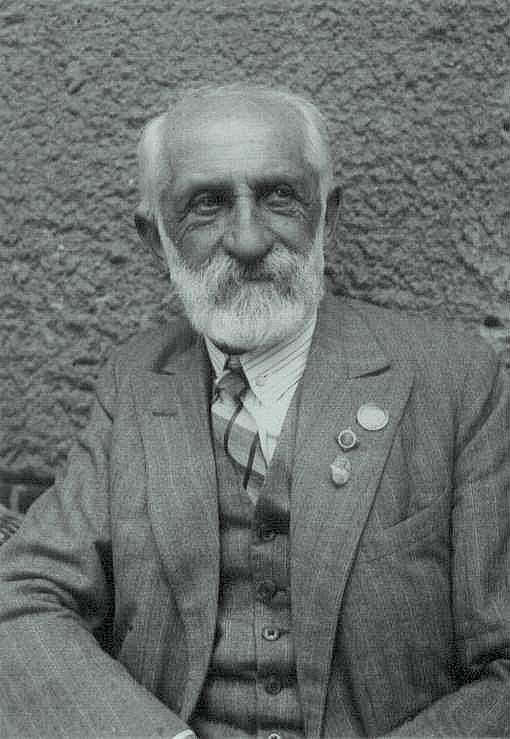
Dr Karol Zaleski, inicjator założenia sanockiego gniazda

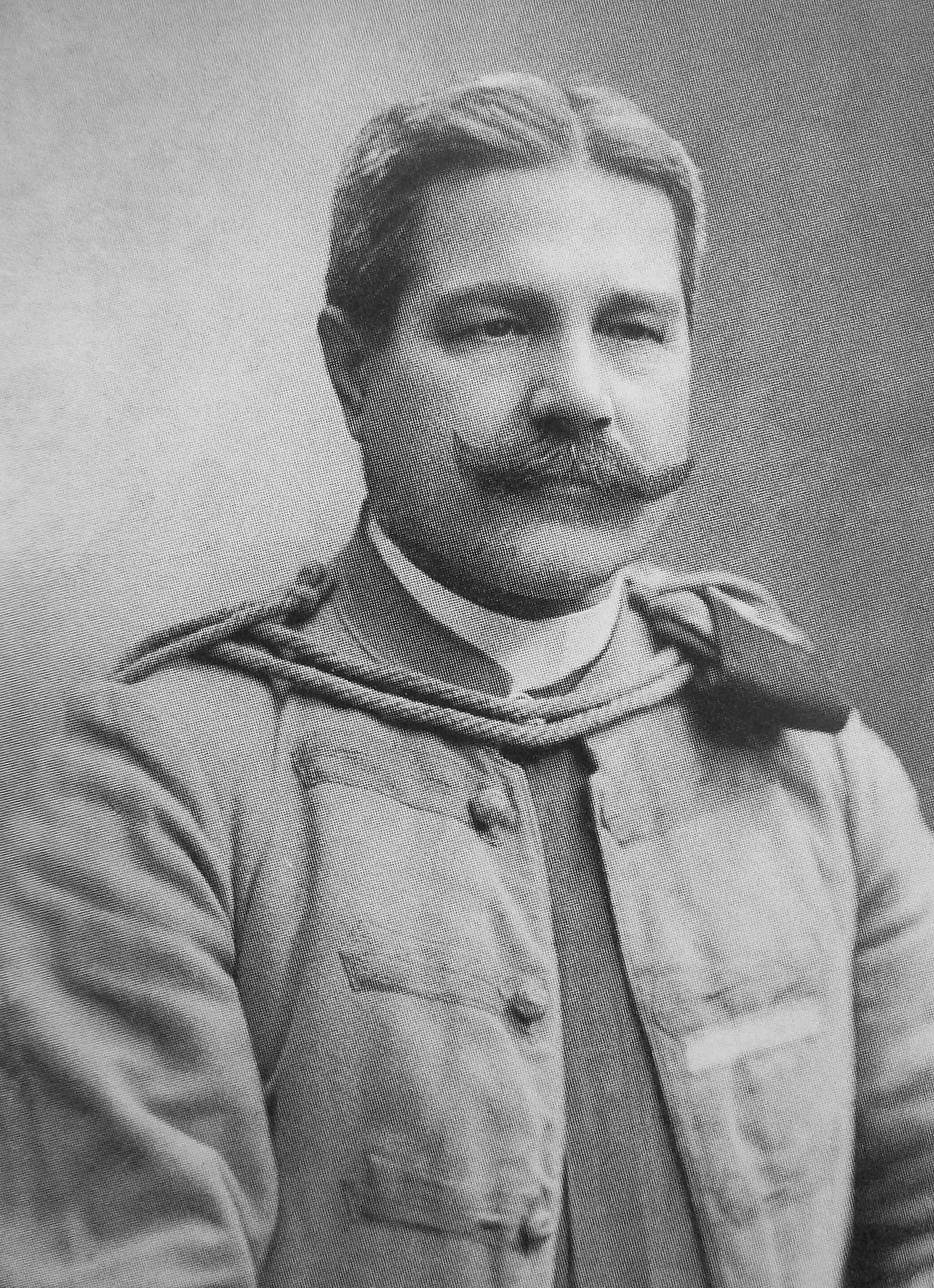
Adam Pytel, wieloletni prezes sanockiego „Sokoła”, w tradycyjnym stroju towarzystwa

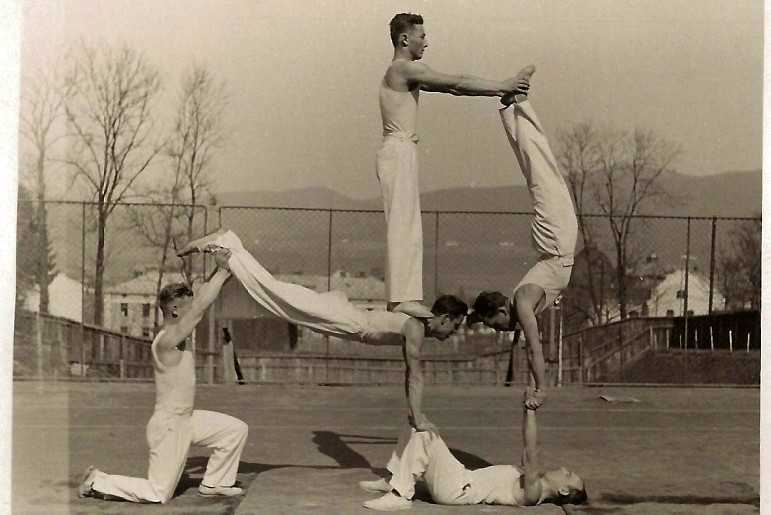
Ćwiczenia gimnastyczne sanockich Sokołów

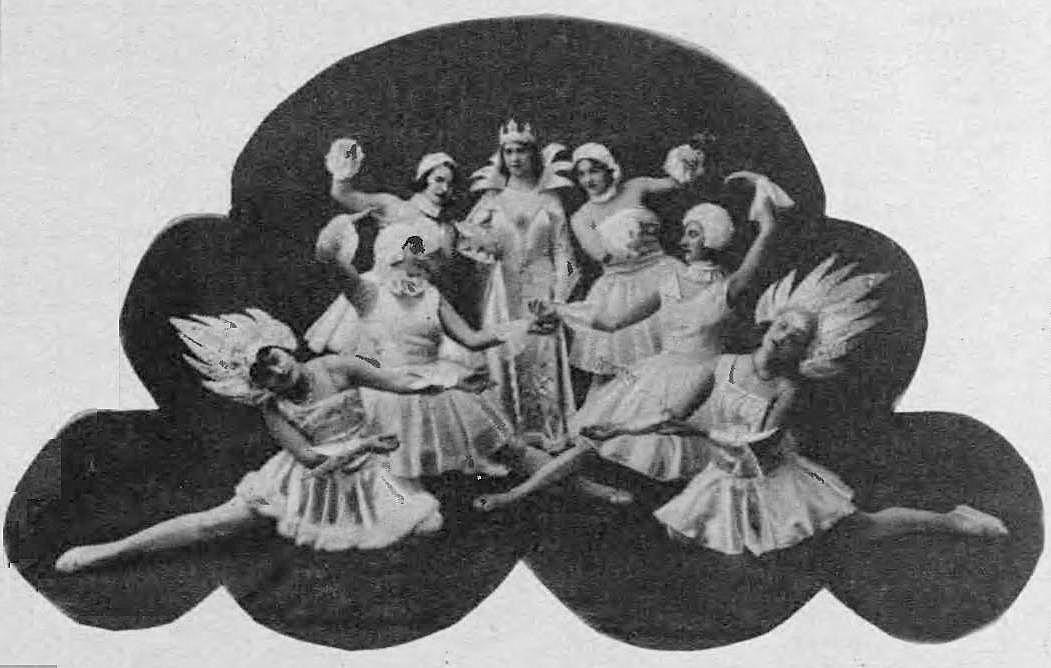
Widowisko fantastyczne Na dworze króla Mroza i królowej Zimy autorstwa Edmunda Słuszkiewicza w inscenizacji druhen sanockiego „Sokoła” (1931)

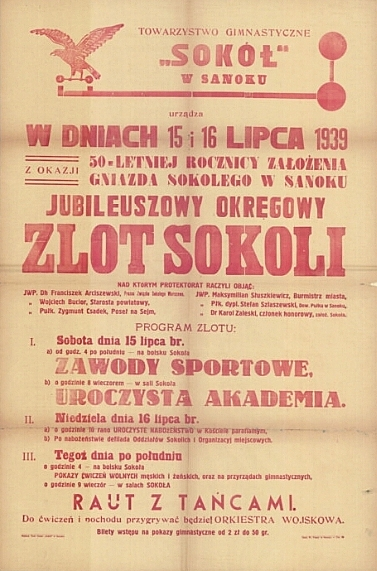
Afisz zapowiadający Zlot Sokoli 15-16 lipca 1939

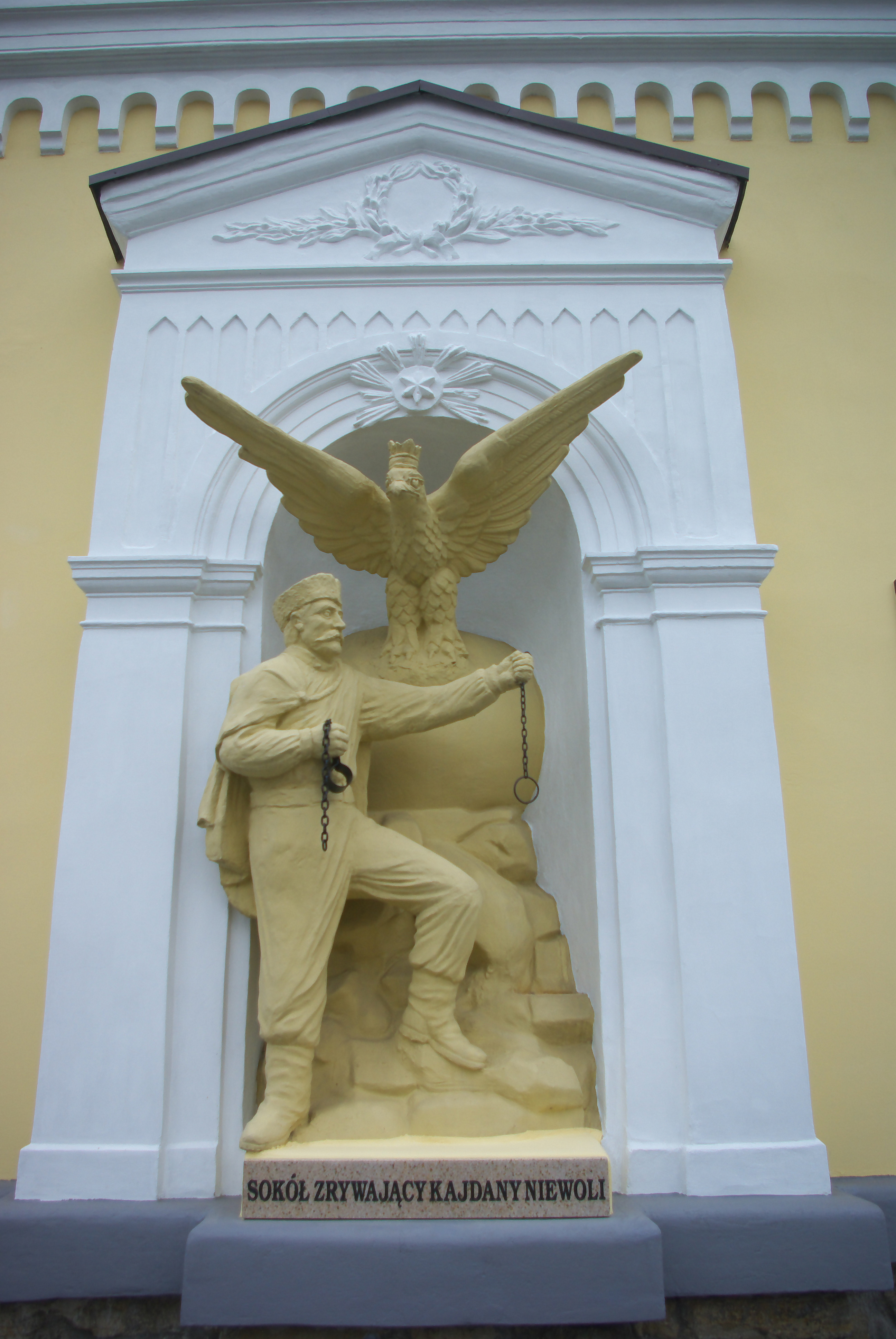
Rzeźba Sokoła zrywającego kajdany niewoli na fasadzie siedziby

Towarzystwo Gimnastyczne „Sokół” w Sanoku powstało jako oddział Sokoła Lwowskiego. Prace mające na celu zorganizowanie gniazda trwały w latach 1886-1887. Inicjatorem powstania był lekarz, społecznik i propagator zdrowego stylu życia, dr Karol Zaleski, który pierwsze spotkanie zorganizował 8 listopada 1888. Był on autorem broszury pt. Do przyszłych Sokołów z pierwszej połowy 1889, traktującej o ważnej roli higieny, zdrowia i gimnastyki. Pozostałymi założycielami byli Władysław Adamczyk, Władysław Beksiński, Karol Gerardis, Artur Goldhammer, Feliks Giela, Kazimierz Lipiński. Inicjatywę poparł starosta sanocki Leon Studziński. W dniu 20 listopada 1888 odbyło się walne zgromadzenie „Sokoła” w Sanoku jako oddziału lwowskiego, uchwalono statut i wybrano władze: prezesem wydziału dr Karol Petelenz (dyrektor C.K. Gimnazjum Męskiego w Sanoku), zastępcą prezesa dr Jan Radek (lekarz powiatowy), a członkami wydziału Stanisław Biega, Feliks Giela, Tytus Lemer, inż. Ignacy Morawiecki, Albin Świtalski, Roman Vetulani, Wielecki, dr Karol Zaleski, Kazimierz Lipiński, Ludwik Salo. Po uchwaleniu statutu, towarzystwo ukonstytuowało się 28 czerwca 1889. Prezesem został dr Karol Petelenz. Po użyczeniu sali przez gimnazjum, od 30 października 1889 rozpoczęto ćwiczenia, którymi kierował Stanisław Biega (zimą trenowano łyżwiarstwo). W pierwszym roku działalności było 43 członków, po dwóch latach 56; należały także kobiety. Po wyjeździe z Sanoka K. Petelenza, pod koniec 1890 prezesem został Karol Zaleski. W 1892 liczba sanockich sokołów wzrosła z 54 do 70. W 1914 było 308 członków.
Ćwiczenia gimnastyczne prowadzono w sali sanockiego gimnazjum dzięki zgodzie jego dyrektora Włodzimierza Bańkowskiego. Za gimnastykę odpowiadali nauczyciele szkolni tego przedmiotu, Władysław Sygnarski oraz wieloletni naczelnik i gospodarz gniazda Marian Szajna. W sanockim gnieździe „Sokoła” działały sekcje: łyżwiarska (staw na obszarze sanockie Wójtostwa celem organizowania toru ślizgawek użyczała Józefa Rylska), towarzyska, pływalniana, kolarska (jej zawodnicy brali udział w wyścigach). W połowie 1911 został powołany Klub Tenisowy, który stworzył dwa korty w miejscu kotlinki za kręgielnią „Sokoła”.
W towarzystwie działali ponadto aktywnie Roman Vetulani, Stanisław Basiński (obaj sekretarze wydziału), Feliks Giela (podskarbi i skarbnik), dr Tytus Lemer, Ludwik Salo, Antoni Woliński, Albin Świtalski, Kazimierz Lipiński, Erazm Łobaczewski, Wojciech Ślączka, Leopold Biega (gospodarz i naczelnik w 1896), August Ścibor-Rylski, Wacław Szomek, Wilhelm Szomek, Józef Galant (prezes i założyciel sekcji sokolej w Zagórzu), Władysław Beksiński, Bronisław Praszałowicz, Paweł Biedka, Marian Kawski, Stanisław Budweil (dyrygent sokolej orkiestry i chóru mieszanego), Adam Marian Bratro, Paweł Stepek, Ignacy Łagodzic, Feliks Ruczka, Władysław Czyżewicz, Bronisław Tustanowski, Michał Pollak, Michał Jorkasch-Koch, Franciszek Miszkiewicz, Jan Gaweł, Henryk Kopia, Tadeusz Wrześniowski, Władysław Bialikiewicz, Franciszek Ksawery Spławski, Franciszek Żeleski, Jan Scherff, Henryk Ettmayer, Ludwik Eydziatowicz, Witold Litwiniszyn, Stanisław Czarnowski, Zygmunt Tomaszewski, Joachim Tomaszewski, Stanisław Bauman, Juliusz Bruna, Filip Schneider, Jan Porajewski, Adam Pytel, Tadeusz Malawski, Jan Rajchel, Michał Słuszkiewicz, Maksymilian Słuszkiewicz, Tomasz Tokarski, Włodzimierz Bańkowski, Franciszek Stok, Czesław Szpakowski, Cyryl Jaksa Ładyżyński, Karol Siekierzyński, Franciszek Kuszczak, Maurycy Drewiński, Bolesław Skąpski, Aital Witoszyński, Jan Walewski, Kajetan Golczewski, Kazimierz Sulimierski, Franciszek Ksawery Brzozowski, Antoni Bielak, Stanisław Augustyński, Jan Augustyński, Andrzej Wyka, Antoni Kwiatkowski, Walenty Wróbel, Urban Przyprawa, Józef Rec, Michał Ćwięka, Jan Kosina, Józef Serwa, Sebastian Flizak, August Mroczkowski, Franciszek Baran, Franciszek Bem (trzej ostatni – powstańcy styczniowi), Jacek Jabłoński, Jan Jodłowski, Aleksander Iskrzycki, Zygfryd Gölis, Bolesław Gawiński, Władysław Dukiet, Jan Misiewicz, Józef Drzewicki, Michał Drwięga, Janina Kossak-Pełeńska, Tadeusz Dworski, Zygmunt Peszkowski, Stanisław Beksiński, Franciszek Martynowski, Stanisław Domański, Stanisław Niedzielski, Kazimierz Niedzielski, Józef Kurasiewicz (lekarz towarzystwa), Jan Killar, Edward Zegarski, Stanisław Borowiczka, Mieczysław Krygowski, Wiktor Arvay, Hipolit Neuwirth, Emanuel Bujak, Aleksander Piech, Kazimierz Piech, Józef Rolski, Roman Skoczyński, Wiktor Dręgiewicz, Michał Stefko, Mieczysław Nawarski, Aleksander Ślączka, Jan Keller, Michał Guzik, Zygmunt Vetulani, Kazimierz Swoszowski, Maciej Kluska, Władysław Zaleski, Piotr Dunin Wąsowicz, Henryk i Ludwik Hellebrand, Matylda Wasylewicz, Henryk Kapiszewski, Roman Wajda, Władysław Lisowski, Józef Agaton Morawski, Antoni Kondyjowski, Teofil Kondyjowski, Bronisław Polityński, Władysław Kreowski, Kazimierz Barancewicz, Wilhelm Obrzut, Maksymilian Fingerchut, Franciszek Peterek, Franciszek Wanic, Henryk Ogonowski, Wiktoryn Mańkowski, Jan Pleszowski, Stanisław Nowak, Wacław Szomek, Mieczysław Dalkiewicz, Adam Konopnicki, Romuald Ochęduszko, Franciszek Strachocki, Tadeusz Zbyszycki, Tadeusz Miękisz (autor monografii pt. Zarys historii Tow. Gimnastycznego „Sokół” w Sanoku w 50-tą rocznicę jego istnienia, wydanej w 1939), ks. Franciszek Salezy Czaszyński, ks. Franciszek Salezy Matwijkiewicz, ks. Szymon Korpak (kapelan), ks. Ludwik Stanisławczyk, ks. Jakub Mikoś, ks. Franciszek Witeszczak, ks. Bronisław Stasicki, ks. Jan Trznadel, ks. Józef Drozd, ks. Paweł Rabczak, Natan Nebenzahl. Do towarzystwa należeli w większości przedstawiciele inteligencji, w tym wszyscy burmistrzowie Sanoka w okresie działalności Sokoła” do 1939, urzędnicy miejscy, osoby piastujące stanowiska publiczne, nauczyciele gimnazjalni, duchowni, także przedstawiciele społeczności Rusinów i Żydów. W 1924 towarzystwo liczyło 264 członków, w 1925 było 226 mężczyzn i 28 kobiet, a w 1939 było ich 201.
28 października 1893 podczas rocznego walnego zgromadzenia jedynomyślnie potwierdzono uchwałę Wydziału, aby sprawienie sztandaru nie wyprzedziło założenia kamienia węgielnego pod dom własny „Sokoła” w Sanoku. W 1899 podjęto decyzję o budowie gmachu „Sokoła” w Sanoku. W 1907 do organizacji przystąpiło Towarzystwo Oświatowe „Znicz” w Sanoku, zajmujące się krzewieniem oświaty, kultury, czytelnictwa, które było inicjatorem założenia w Sanoku parku miejskiego. W dniu 30 czerwca 1908 został zorganizowany w Sanoku zlot IV okręgu sokolego.
Po decyzji władz naczelnych Związku Polskich TG „Sokół” o militaryzacji związku w postaci tworzenia Stałych Drużyn Sokolich (także jako Sokole Drużyny Polowe) także w Sanoku powstała Stała Drużyna Sokola 29 czerwca 1913, jej komendantem został kpt. Franciszek Stok, a instruktorami szkolenia m.in. Bronisław Praszałowicz, Bolesław Mozołowski. 24 marca 1914 pod przewodnictwem dr. Emila Gawła miało miejsce ostatnie zgromadzenie sanockiego „Sokoła” przed wybuchem I wojny światowej. Jeszcze pod koniec lipca 1914 następca E. Gawła, Adam Pytel, uczestniczył w zjeździe prezesów sokolich we Lwowie. Podczas wojny towarzystwo nie funkcjonowało w latach 1914–1917, a członkowie wydziału zostali wcieleni do służby wojskowej w c. i k. armii bądź udali się na uchodźstwo. Po powrocie Adama Pytla i wskutek jego zabiegów w drugiej połowie 1915 został odzyskany gmach „Sokoła” od zajmującej go armii austriackiej. Gniazdo zostało reaktywowane w 1918 i działało w okresie II Rzeczypospolitej. Pierwsze powojenne walne zgromadzenie zorganizowano 6 lutego 1920. W okresie międzywojennym liczba członków TG oscylowała w granicach 200-300. Według stanu członkostwa z 15 lipca 1939 do Sokoła należało 201 osób (141 mężczyzn i 60 kobiet). W sanockim Sokole działał osobny oddział Przysposobienia Wojskowego, a nauką kierowali oficerowie miejscowego 2 Pułku Strzelców Podhalańskich kpt. Tadeusz Ochęduszko i kpt. Marian Warmuzek. W okresie międzywojennym w Sanoku działały drużyny piłki nożnej „Sokół I” i „Sokół II”; w barwach pierwszej z nich występowali m.in. bracia Włodzimierz i Marian Musiałowie, Zbigniew Dukiet. W latach 20. piłkarze Sokoła uczestniczyli w zawodach o mistrzostwo Sanoka, rywalizując m.in. z drużyną Sanovii. W latach 30. funkcjonował Oddział Narciarsko-Kajakowy TG „Sokół” w Sanoku. W tym czasie przemysłowiec dr Oskar Schmidt przy współudziale sanockiego „Sokoła” wspierał rozwój tenisa w Sanoku.
W 1935 profesor gimnazjalny historii Tadeusz Miękisz miał wygłosić w sali „Sokoła” odczyt pt. Kwestia żydowska w dawnej Polsce a dzisiaj, który po rozpoczęciu został przerwany przez policję, zebranie rozwiązane jako niezgłoszone, zaś wiceprezes gniazda Zygmunt Kruszelnicki, został ukarany grzywną w wysokości 2 tys. zł (po złożeniu przez niego odwołania został uniewinniony pod koniec 1937). Na dni 15-16 lipca 1939 zaplanowano okręgowy zlot sokoli z okazji uroczystości 50-lecia istnienia sanockiego gniazda.

### II wojna światowa i PRL
Wybuch II wojny światowej w 1939 przerwał działalność „Sokoła”. Ostatnim prezesem w II Rzeczypospolitej był adwokat, działacz Stronnictwa Narodowego, Jerzy Pietrzkiewicz, a wiceprezesem również prawnik i aktywista SN, Zygmunt Kruszelnicki (obydwaj, a także ówczesny burmistrz miasta i członek Sokoła Maksymilian Słuszkiewicz, podczas kampanii wrześniowej zostali aresztowani w ramach akcji eliminacji „polskiej warstwy przywódczej” zwanej Intelligenzaktion i wywiezieni do niemieckiego obozu koncentracyjnego w Buchenwaldzie, gdzie ponieśli śmierć na przełomie 1939/1940).
Po zakończeniu wojny w 1945 sanoczanie reaktywowali działalność (wśród nich m.in. Stanisław Augustyński, Stanisław Beksiński, Czesław Borczyk, Józef Bubella, Władysław Kreowski, Tadeusz Miękisz, Bronisław Polityński, Stanisław Domański, Jan Misiewicz, Tadeusz Dworski, Bronisław Filipczak, Teofil Kondyjowski, Olga Kopecka, Władysław Lisowski, Józef Morawski, Tadeusz Nazarkiewicz, Stanisław Potocki, Marian Sebastiański, Franciszek Strachocki, Tadeusz Trendota, Franciszek Wanic, Tadeusz Wojtowicz, ks. Jakub Mikoś, Matylda Wasylewicz, Michał Ćwięka; łącznie zgłosiło się 144 członków. Prezesem został wybrany Zygfryd Gölis, a po jego rezygnacji Antoni Morończyk; wiceprezesem był Władysław Fastnacht. Po wojnie podjęła działalność drużyna piłkarska TG „Sokół”. Urząd Wojewódzki Rzeszowski podjął nieodwołalne decyzje: 6 marca 1946 odmówił zarejestrowania Towarzystwa Gimnastycznego „Sokół” w Sanoku, 24 marca 1949 zarządził jego likwidację, a likwidatorem został dr Tadeusz Trendota (zamieszkujący pod ówczesnym adresem ul. Jana III Sobieskiego 8). 25 listopada 1947 Kino „Sokół” zostało przekazane Towarzystwu Przyjaciół Żołnierza. Cały majątek przekazano na rzecz Zarządu Miejskiego w Sanoku. Tym samym nastąpiła przerwa w działalności Sokoła na kilkadziesiąt lat.

### Reaktywacja w III RP
Działalność towarzystwa w Sanoku została wznowiona na przełomie 1999/2000. Niezależnie od tego w tym czasie była eksponowana wystawa przedstawiająca historię sanockiego gniazda TG „Sokół”, przygotowana przez Andrzeja Romaniaka z Muzeum Historycznego w Sanoku. 4 marca 2000 Sąd Okręgowy w Krośnie zarejestrował Polskie Towarzystwa Gimnastycznego „Sokół” w Sanoku, jednakowoż względy formalne sprawiły, że nie zostało uznane za następcę prawnego przedwojennego TG „Sokół” w Sanoku. W maju 2000 inicjatorzy reaktywacji informowali o wznowieniu po 53 latach działalności sanockiego gniazda, przywołując za kontynuatorów sanockiego sokolstwa siedmiu seniorów druhów z Sanoka. 9 czerwca 2000 dokonano wyboru władz, prezesem został Kazimierz Mielczarek, wiceprezesem Bronisław Kielar, ponadto członkiem zarządu Krzysztof Kaczmarski, a naczelnikiem szkolenia sokolego Robert Zoszak. Na przełomie 2000/2001 został odzyskany sztandar sanockiego gniazda „Sokoła”, wykonanyny w 1901, przechowany w czasie I. wojny, przechowany również w czasie II. wojny przez Teresę Dalską. W październiku 2001 miało miejsce walne zebranie, w ramach którego zarząd otrzymał absolutorium (R. Zoszaka na stanowisku nacz. szkolenia zastąpił Jan Nebesio). PTG „Sokół” zostało wpisane jako stowarzyszenie do Krajowego Rejestru Sądowego 31 października 2001 (w komitecie założycielskim byli Kazimierz Mielczarek, Wiesław Wilkosz, Andrzej Romaniak; w zarządzie zasiedli Kazimierz Mielczarek – prezes, Bronisław Kielar – wiceprezes, Wiesław Wilkosz – sekretarz, oraz Edward Czopor, Krzysztof Kaczmarski, Robert Zoszak, Zdzisław Kocur – członkowie). Oficjalna reaktywacja TG „Sokół” w Sanoku nastąpiła 11 lipca 2004. Powtórna rejestracja w KRS nastąpiła 25 maja 2005 (prezesem został Bronisław Kielar).
Reaktywowane TG „Sokół” w Sanoku czyniło starania zmierzające do odzyskania nieruchomości pierwotnie należących do Towarzystwa. Pierwszą podstawą do odzyskania nieruchomości było w 2004 roku unieważnienie przez Ministerstwo Spraw Wewnętrznych i Administracji decyzji likwidującej „Sokoła” i decyzji komunalizujących, podjętych z rażącym naruszeniem prawa (zostało potwierdzone w 2006 roku). Następnie w 2007 roku MSWiA oddaliło skargę Gminy Miasta Sanoka, a w 2008 roku, po odwołaniu burmistrza Wojciecha Blecharczyka, utrzymało w mocy postanowienie stwierdzające nieważność decyzji komunalizacyjnej. 15 lutego 2010 roku Sąd Rejonowy w Sanoku w prawomocnym wyroku przywrócił nieruchomości „Sokołowi” (działka z gmachem, kioskiem, parkingiem od zachodu i częścią lodowiska Torsan). W związku z tym 30 kwietnia 2010 roku nieruchomość została przekazana TG „Sokół” w Sanoku.
Członkami sanockiego Sokoła zostali m.in. Eugeniusz Czerepaniak, Stefan Tarapacki, Piotr Uruski. W barwach sanockiego TG Sokół starty podjęli biegacze długodystansowi: Maciej Hunia, Damian Dziewiński, Dawid Adamski, Krystian Kurzydło. Do rozgrywek Sanockiej Ligi Unihokeja przystąpiła drużyna TG „Sokół” Sanok, a w jej barwach podjęli występy m.in. zawodnicy miejscowego zawodowego klubu hokeja na lodzie STS Sanok: Maciej Bielec, Kamil Olearczyk, Tomasz Skokan.
Towarzystwo organizuje rokrocznie Bieg Sokoli w Sanoku (w 2013 odbyła się siódma edycja; startuje w nim m.in. Izabela Zatorska), Turniej Piłki Plażowej o „Puchar Towarzystwa Gimnastycznego „Sokół” w Sanoku”, a także konkursy dla młodzieży szkolnej popularyzujące wiedzę historycznej i mające na celu kształtowanie postaw patriotycznych.
W 2014 towarzystwo liczyło 40 członków. Z okazji 125-lecia istnienia gniazda sanockiego TG „Sokół” zostały zorganizowane obchody jubileuszowe w dniach 6-7 czerwca 2014. W ramach uroczystości została odsłonięta tablica upamiętniająca trzech działaczy przedwojennego Sokoła w Sanoku, druhów: Jerzego Pietrzkiewicza (prezesa 1936–1939), Zygmunta Kruszelnickiego (wiceprezesa 1936–1939), Maksymiliana Słuszkiewicza. W listopadzie 2014 zmarła najstarsza sokolica gniazda sanockiego i jedna z najstarszych w Polsce, Maria Czerepaniak, z domu Słuszkiewicz (1910-2014) (skończyła 104 lata).
29 czerwca 2019 odbyły się obchody 130-lecia gniazda TG „Sokół” w Sanoku. Uchwałą Rady Miasta Sanoka z 29 lipca 2019 została przywrócona nazwa ulicy „Sokoła”, przebiegającej nieopodal siedziby gniazda (pierwotnie została ustanowiona uchwałą Rady Miejskiej z 28 stycznia 1904 jako ulica „Sokola”, a od 1951 nosiła imię Andrzeja Frycza Modrzewskiego).

### Odznaczenia i wyróżnienia
Nazwiska zasłużonych działaczy Sokoła oraz innych gniazd sokolich zostały umieszczone w drzewcu sztandaru TG Sokół w Sanoku w liczbie 125 gwoździ upamiętniających.
W 2012 sztandar TG „Sokół” w Sanoku został odznaczony Legią Honorową Sokolstwa Polskiego.

### Władze

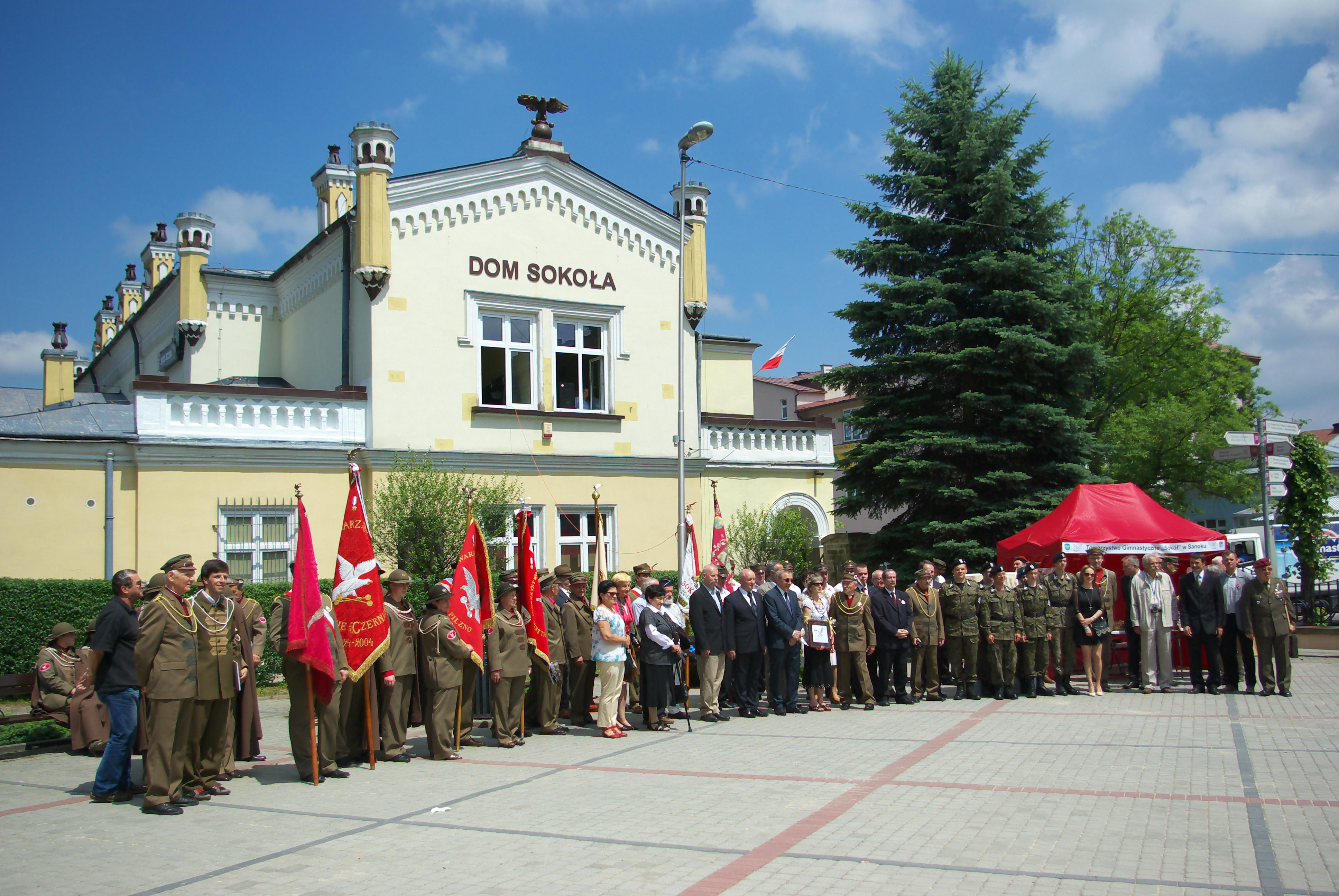
Obchody 125-lecia „Sokoła” w Sanoku na placu Harcerskim obok gmachu towarzystwa (7 czerwca 2014)

| Prezesi - Karol Petelenz (1889-1890) - Karol Zaleski (1890-1897) - Władysław Adamczyk (1897–1906) - Adam Pytel (1906–1911) - Emil Gaweł (1911–1914) - Adam Pytel (1914–1927) - Jan Killar (1927–1936) - Jerzy Pietrzkiewicz (1936–1939) - Antoni Morończyk (1946) - Kazimierz Mielczarek (2000−2003) - Zbigniew Patała (2004–2005) - Bronisław Kielar (2005-) |  | Naczelnicy - Władysław Sygnarski (1899, 1902–1903) - Marian Szajna (1904–1914) - Bronisław Tustanowski (1914/1918) |

### Publikacje
- Tadeusz Miękisz: Zarys historii Tow. Gimnastycznego „Sokół” w Sanoku w 50-tą rocznicę jego istnienia. Sanok: Polskie Towarzystwo Gimnastyczne „Sokół”, 1939. Brak numerów stron w książce
- 125 lat historii „Sokoła” w Sanoku 1889–2014 (2014, ISBN 978-83-939031-1-5, autorzy: Bronisław Kielar, Tadeusz Miękisz, Paweł Sebastiański, Marcin Smoter)[97]
- Śpiewnik sokoli. 125 lat historii „Sokoła” w Sanoku 1889–2014 (2014)[98][99][100][101].
- Bronisław Kielar: 130 lat sanockiego „Sokoła” 1889-2019 (2019, ISBN 978-83-939031-2-2)

Pisarz Kalman Segal w swojej powieści pt. Nad dziwną rzeką Sambation, napisanej w 1955 i wydanej w 1957, zawarł odniesienia do sanockiego gniazda TG „Sokół”.